# Joseph Indekeu
Joseph Philippe Mathieu Martin Guillaume Indekeu (Neeroeteren, 20 januari 1861 - Tongeren, 15 september 1938) was een Belgisch volksvertegenwoordiger.

## Levensloop
Indekeu promoveerde tot doctor in de rechten (1884) aan de Katholieke Universiteit Leuven en vestigde zich als advocaat in Tongeren. Hij werd stafhouder voor de jaren 1904-1906, 1915-1917 en 1924-1926. Na de Eerste Wereldoorlog was hij voorzitter van de rechtbank voor oorlogsschade in Tongeren.
Van 1890 tot 1900 was hij gemeenteraadslid van Tongeren en van 1892 tot 1900 schepen.
In 1894 werd hij verkozen tot katholiek volksvertegenwoordiger voor het arrondissement Tongeren, een mandaat dat hij vervulde tot in 1898.
Van 1919 tot 1931 was hij hoogleraar aan de Universiteit van Luik.
Verder was hij:
- kerkmeester van de Onze-Lieve-Vrouwebasiliek (Tongeren),
- voorzitter van de toneelkring De witte lelie,
- bestuurslid van de katholieke kiesvereniging Concordia,
- briefwisselend lid van het Instituto di Studi Legislativi (Rome).